# 利吉地質公園
利吉地質公園位於臺灣臺東縣卑南鄉，又稱為利吉惡地，或是利吉月世界，為臺灣五大重要地質公園之一，臺東縣第一座公告成立的地質公園，也是國家第一級保護區。擁有台東地質國寶的稱號。

## 沿革
利吉地質公園於2020年9月30日由臺東縣政府公告成立為地方級地質公園，公告範圍面積3,173萬平方公尺，綿延卑南鄉富源村與利吉村，於10月1日縣長饒慶鈴揭牌成立，由花東縱谷國家風景區與臺東縣卑南鄉公所共同管理維護，而縱管處也在利吉地質公園設置長約1公里之步道，讓來訪遊客可深入了解惡地地形。
臺東縣政府也計畫在利吉地質公園內種植適合惡地土質的樹種，發展社區生態旅遊等，朝提升為國家級地質公園之方向推動，而目前因農委會林務局的「自然地景與自然紀念物指定及廢止審查辦法」限制，造成目前各縣市宣告成立的地方級地質公園普遍範圍過小，無法達到該法規定的國家級地質公園下限，因此林務局在2021年預告修正該審查辦法，增列一條中央主管機關得整合2個以上的直轄市定、縣（市）定自然地景、自然紀念物，指定為「國定」的內涵，因此未來利吉地質公園要提升為國家級地質公園，可能需要將東海岸的富岡地質公園一同合併後，較有機會升格為國家級地質公園。

## 地質景觀
利吉地質公園以利吉惡地為地質景觀主題，地質景觀延海岸山脈南段西側、卑南溪兩岸分布，長約70公里，為菲律賓海板塊與歐亞大陸板塊隱沒碰撞時所生成的無層理泥岩。因泥岩的特性就是泥岩孔隙小，透氣性及滲水性極差，植被難以生成，因此每當下雨時雨水無法滲透泥岩，表面形成一條條雨蝕溝從而形成與高雄田寮月世界相似的惡地地形。
而位於卑南溪右岸的小黃山，亦屬於利吉惡地之地質景觀，小黃山長度約2公里，為地殼變動抬升所遺留下的斷崖景觀。該區域屬於歐亞大陸板塊的卑南礫岩，不過小黃山之斷崖景觀並未列入利吉地質公園之範圍內。